# Памятник святому Вацлаву
Памятник Святому Вацлаву (чеш. Pomník svatého Václava) — конная статуя чешского князя Вацлава Святого (924—936) на Вацлавской площади перед Национальным музеем в Праге, возведённая чешским скульптором Йосефом Вацлавом Мысльбеком (1848—1922) в стиле монументального реализма. Памятник является одним из символов Праги и чешской государственности вообще. В 1995 году объявлен национальным памятником культуры Чешской республики.

## Конкурс проектов памятника
После того как в 1879 году барочная конная статуя князя Вацлава, святого покровителя Чехии, работы Яна Йиржи Бендля (ум. 1680) была перенесена с Вацловской площади в Вышеград, возникла необходимость в новом, более современном памятнике на месте прежнего. В январе 1894 года был объявлен конкурс, к участию в котором были допущены восемь скульпторов, родившихся или проживавших в Чехии. По итогам конкурса первое место было решено не присуждать, а второе разделили сразу два автора — Богуслав Шнирх и Йосеф Вацлав Мысльбек. Им было предложено усовершенствовать свои проекты для участия в окончательном туре конкурса.
Князь Вацлав в проектах двух скульпторов был изображён в разных ипостасях: у Шнирха это был святой, подвижник, благословлявший толпы народа, у Мысльбека же — воин и полководец в полном боевом облачении, бесстрашно взиравший вдаль. В итоге был избран проект Мысльбека. Впоследствии, однако, оригинальная модель памятника неоднократно менялась и в конце концов конная статуя князя Вацлава была окружена четырьмя статуями других чешских святых: Святой Людмилы, Святого Прокопия, Святого Войтеха и Святого Иоанна (статуя последнего вскоре была заменена статуей Святой Анежки).

## Возведение памятника
Работа над памятником продолжалась более тридцати лет. Соавторами Мысльбека были архитектор Алоис Дриак, осуществивший архитектурное проектирование, и скульптор Целда Клоучек, украсивший постамент памятника оригинальным орнаментом. Бронзовое литьё памятника осуществила фирма Bendelmayer.
В процессе создания статуй святых Мысльбек уделил большое внимание их лицам: так, лицо Святого Войтеха приобрело черты лица пражского архиепископа Франциска де Паула фон Шёнборна, а лицо Святого Прокопия — черты самого Йосефа Вацлава Мысльбека. Моделью для статуи коня послужил семилетний армейский жеребец Ардо (отдельная статуя которого была установлена Мысльбеком в Кошице). Фигура самого Вацлава в процессе создания была дополнена кольчугой, мечом и шлемом.
Памятник был установлен на своём месте в 1912 году первоначально с тремя статуями вокруг Святого Вацлава и открыт 28 октября 1918 года. Четвёртая статуя была установлена в 1924 году. Торжественное открытие памятника состоялось 27 октября 1935 года. В 1979 году вокруг памятника была установлена изысканная бронзовая цепь.
В 2003—2005 годах была проведена реставрация памятника, внутрь была установлена сенсорная камера.
На постаменте памятника выгравирована цитата из Святовацлавского Хорала:

«Святой Вацлав, герцог земли Чешской, князь наш, не дай погибнуть ни нам, ни детям нашим»
Оригинальный текст (чешск.)«Svatý Václave, vévodo české země, kníže náš, nedej zahynouti nám ni budoucím»

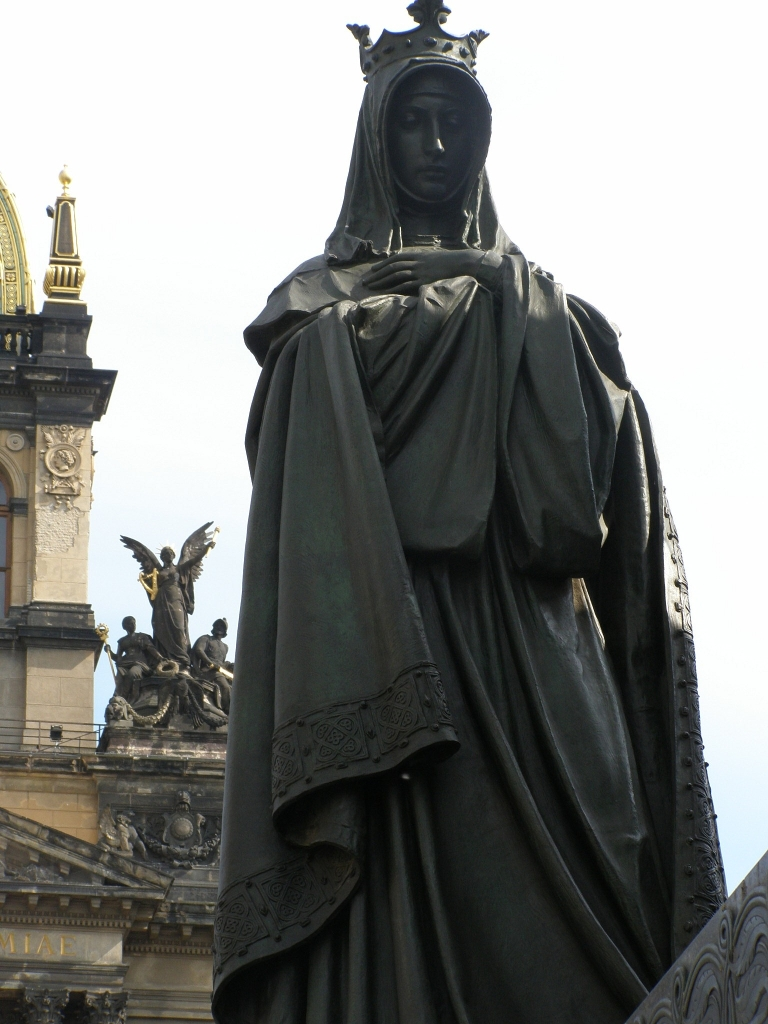
Святая Анежка
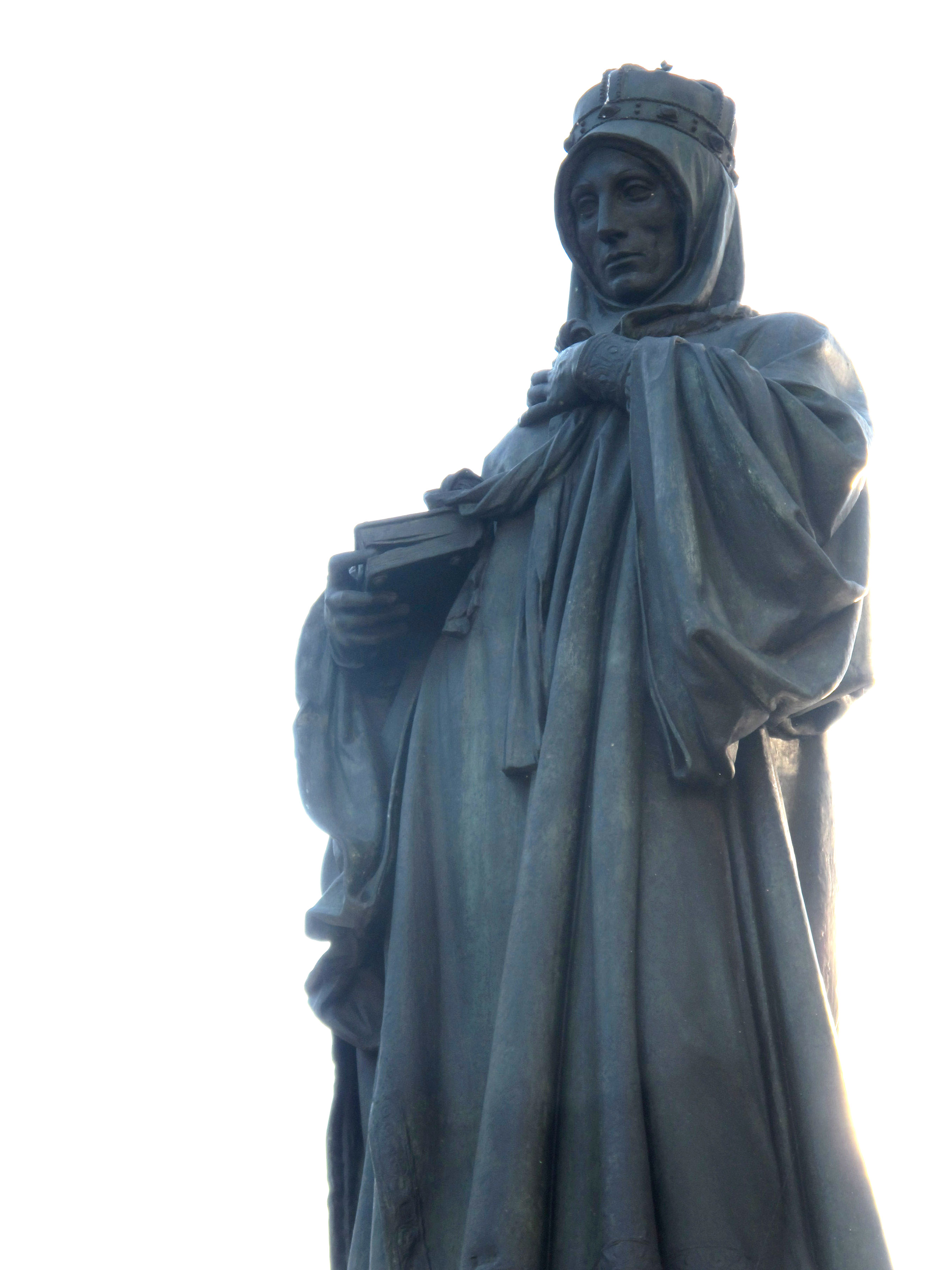
Святая Людмила
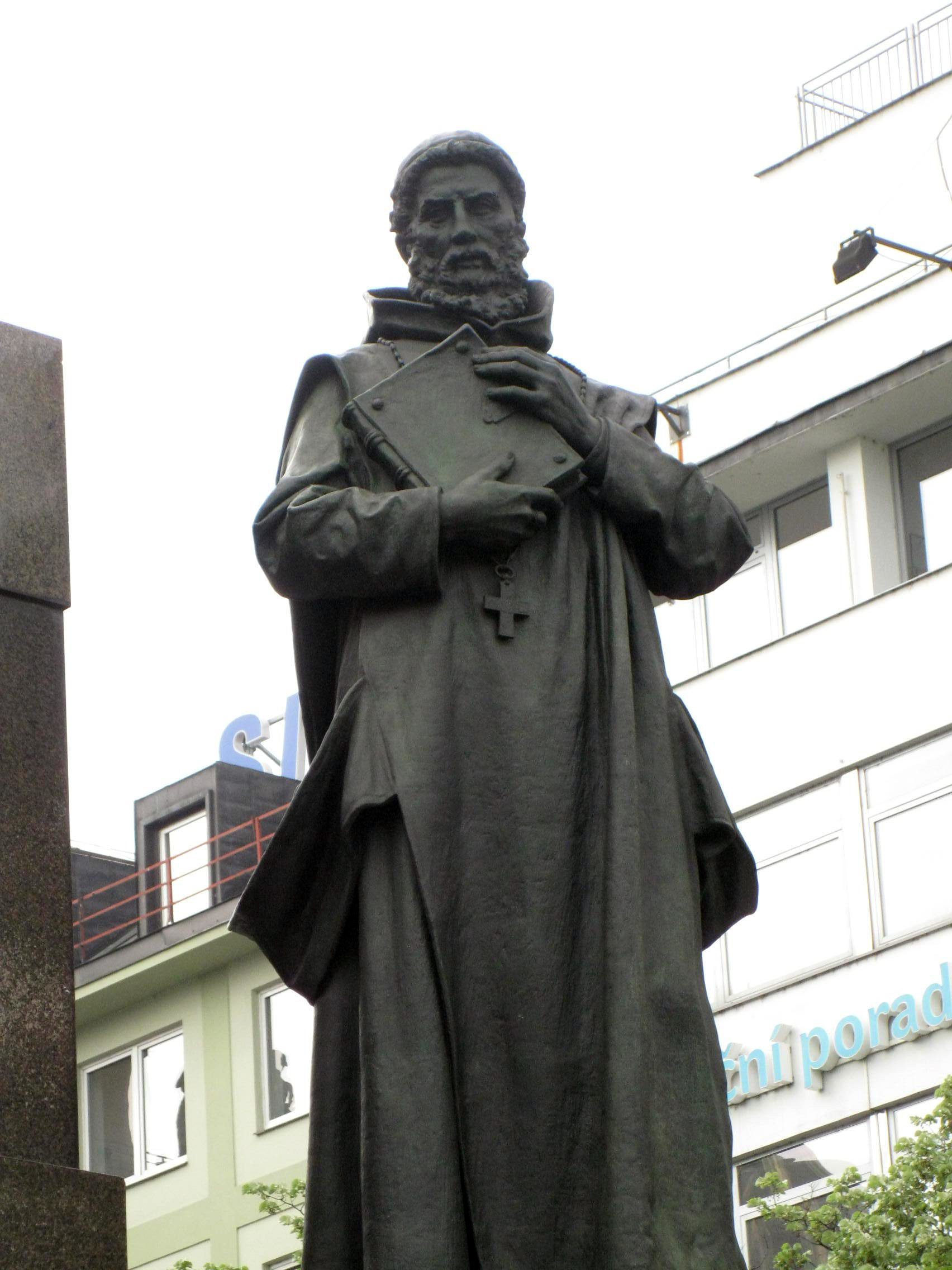
Святой Прокопий
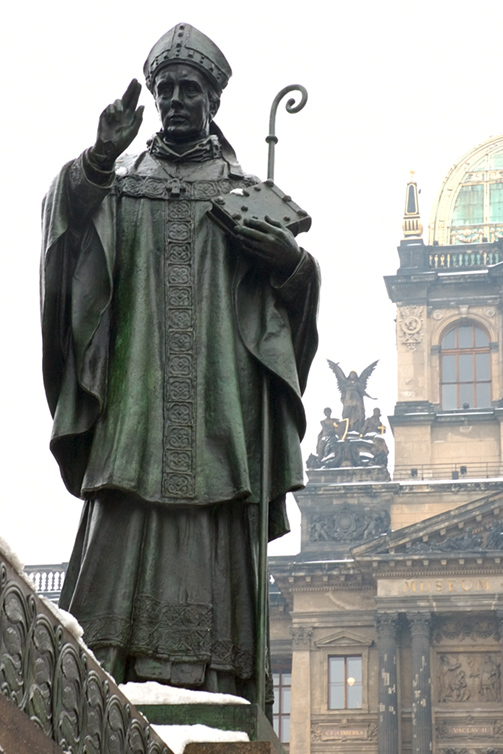
Святой Войтех